# Déli szövetségi körzet
Koordináták: é. sz. 47°, k. h. 43°47.000000°N 43.000000°E

A Déli szövetségi körzet elhelyezkedése Oroszországon belül

A Déli szövetségi körzet (oroszul Южный федеральный округ [Juzsnij  fegyeralnij okrug]) Oroszország nyolc szövetségi körzetének egyike.

## Jellemzése
Létrehozásakor Észak-kaukázusi szövetségi körzet volt a neve, de ezt nem sokkal később Déli szövetségi körzetre változtatták. 2010. január 19-én a szövetségi körzetet kettéosztották: a leválasztott déli területeket az újonnan létrehozott Észak-kaukázusi szövetségi körzetbe sorolták; az északi rész pedig megtartotta a Déli szövetségi körzet elnevezést.
2016. július 26-án elnöki rendelettel beolvasztották a Déli szövetségi körzetbe a 2014–16 között különálló Krími szövetségi körzetet. Ettől kezdve tehát a hivatalos orosz álláspont szerint ide van beosztva a nemzetközi jog szerint Ukrajnához tartozó Krím félsziget, ahol két orosz föderációs alanyt hoztak létre: a Krími Köztársaságot és Szevasztopol szövetségi jelentőségű várost.
Területe 416 840 km², lakóinak száma meghaladja a 14 millió főt.
Az elnöki képviselet székhelye Rosztov-na-Donu.
- Az elnök meghatalmazott képviselője: Vlagyimir Vasziljevics Usztyinov (2008. május 12. óta; korábban az ország igazságügy minisztere).
- Korábbi elnöki képviselők a szövetségi körzetben:

1. Viktor Kazancev (2000. május 18. – 2004. március 9.)
2. Vladimir Jakovlev (2004. március 9. – 2004. szeptember 13.)
3. Dmitrij Kozak (2004. szeptember 13. – 2007. szeptember 24.)
4. Grigorij Rapota (2007. szeptember 24. – 2008. május 12.)

### Összetétele
Ebbe a szövetségi körzetbe tartozik a föderáció 6 alanya (szubjektuma): 
| Déli szövetségi körzet (2010. januártól) | Déli szövetségi körzet (2010. januártól) | Déli szövetségi körzet (2010. januártól) | Déli szövetségi körzet (2010. januártól)  |
| #                                        | Zászló                                   | Föderáció alanya                         | Székhely                                  |
| ---------------------------------------- | ---------------------------------------- | ---------------------------------------- | ----------------------------------------- |
| 1                                        | Adigeföld zászlaja                       | Adigeföld                                | Majkop                                    |
| 2                                        | Az Asztraháni terület zászlaja           | Asztraháni terület                       | Asztrahán                                 |
| 3                                        | A Volgográdi terület zászlaja            | Volgográdi terület                       | Volgográd                                 |
| 4                                        | Kalmükföld zászlaja                      | Kalmükföld                               | Eliszta                                   |
| 5                                        | A Krasznodari határterület zászlaja      | Krasznodari határterület                 | Krasznodar                                |
| 6                                        | A Rosztovi terület zászlaja              | Rosztovi terület                         | Rosztov-na-Donu                           |
| 7                                        | A Krími köztársaság zászalaja            | Krími Köztársaság                        | Szimferopol                               |
| 8                                        | Szevasztopol zászlaja                    | Szevasztopol                             | -                                         |
| 9                                        | Donyecki Népköztársaság zászlaja         | Donyecki Népköztársaság                  | Donyeck                                   |
| 10                                       | Luganszki Népköztársaság zászlaja        | Luganszki Népköztársaság                 | Luganszk                                  |
| 11                                       | A Herszoni terület zászlaja              | Herszoni terület                         | Herszon (de jure) Genyicseszk (de facto)  |
| 12                                       | A Zaporozsjei terület zászlaja           | Zaporozsjei terület                      | Zaporozsje (de jure) Melitopol (de facto) |

## Külső hivatkozások
- A Déli szövetségi körzet hivatalos honlapja (oroszul)